# Pollution de l'eau par les produits phytosanitaires
La pollution de l'eau par les biocides, pesticides (dont produits phytosanitaires) fait dans de nombreux pays (dont en France) l'objet de réseaux d'observation pour évaluer l'état des lieux, et d'autre part de mesures et de recommandations pour réduire cette contamination. Une fois dans l'eau, certains pesticides peuvent affecter d'autres compartiments de l'environnement et tout ou partie du réseau trophique, selon la durée de vie et le comportement de la molécule en question, et selon le type d'occupation du sol.

## Milieux concernés
Tous les compartiments écologiques peuvent être concernés, à des degrés divers, et souvent avec de fortes variations géographiques et temporelles ; l'eau des nappes, des mers, des lacs et réseaux de lacs (dont les Grands lacs en Amérique du Nord), des estuaires, souterraine et superficielle, la rosée, les brumes et brouillards, et les eaux météoriques (pluies, neige, givre..). Ces produits peuvent aussi être bioaccumulés et ingérés. Ceux qui ont une longue durée de vie (DDT, lindane par exemple) et qui sont bioaccumulables peuvent être retrouvés dans les organismes (dont l'organisme humain) des décennies (ou siècles dans le cas du cuivre, mercure, arsenic qui ont été abondamment utilisés dans certains pesticides) après leur interdiction ou fin d'utilisation. Certains pesticides peuvent être adsorbés puis désorbés dans le substrat (sol ou sédiment) et ainsi passer d'un compartiment à l'autre, y compris dans l'air via les embruns et la vapeur d'eau.

## Molécules et produits en cause
On s'est d'abord intéressé aux molécules actives elles-mêmes, puis à leurs produits de dégradations et métabolites qui sont souvent (et logiquement) présentes en quantités bien plus importantes (et notamment quand leurs durées de vie sont longues). 

Puis de nombreuses études ont montré l’importance d'aussi prendre en compte les adjuvants dans
l’évaluation du risque, tant en milieu marin que dans les eaux douces,. De même pour les effets synergiques des cocktails de pesticides et/ou métabolites auxquels sont exposés les sols, les écosystèmes et les humains.
Les pesticides peuvent en effet agir synergiquement entre eux (dans le cas, fréquent, de coktails de pesticides), mais aussi avec certaines de leurs molécules de dégradation ou avec d'autres polluants (métaux lourds par exemple).
Pour une description de ces produits eux-mêmes, voyez les articles : Produit phytosanitaire, Pesticides, Biocides.

## Effets sur les environnements aquatiques et connexes
Selon le type de cocktails de pesticides présents ou dominant dans l'eau (fongicide, insecticide, désherbant, etc.) et selon leurs doses les effets vont porter sur la flore, la faune et/ou la fonge de l'eau, des berges et plus largement du bassin versant pour ce qui concerne les effets indirects (via l'eau absorbée par les racines ou bues par les animaux ou l'Homme. Les effets peuvent être directement biocides, ou cet effet peut n'apparaître qu'après bioconcentration. Des effets de perturbation endocrinienne sont également induits par certaines molécules, y compris potentiellement dans la pluie. 
Les pics de pollution dans l'air et dans l'eau semblent rares, mais peuvent avoir des effets sévères.
Il a par exemple été montré en 2013 que la pollution de l'eau par les pesticides se traduit déjà en Europe (France et Allemagne dans le cas de cette étude) et Australie par une réduction très significatives du nombre d'invertébrés des cours d'eau à des échelles régionales et non uniquement locales (jusqu'à 42 % de pertes en nombre de taxons). Les auteurs notent que cette régression est en Europe déjà significative aux doses ne dépassant pas les seuils imposés par le droit européen de l'environnement, et que la législation n'est pas efficace pour protéger la biodiversité ; les méthodes d'évaluation écotoxicologique des pesticides ne sont pas bonnes, et doivent être mises à jour.
Les systèmes agricoles comptent parmi ceux qui sont les plus responsables de la dégradation de l'environnement mondial. les insecticides en particulier sont des substances hautement biologiquement actives qui peuvent menacer l'intégrité écologique des écosystèmes aquatiques et terrestres. 
Selon la méta-analyse la plus récente (2015) et la plus complète, basée sur l'étude par l'université de Koblenz-Landau de 838 articles scientifiques revus par des pairs (et correspondant à des études conduites sur plus de 2500 sites dans 73 pays, relatives à 28 des insecticides les plus utilisés), si on compare leurs effets à ceux des nutriments (eutrophisation) ou d'autres facteurs de dégradation des habitats naturels, l'importance des effets négatifs des pesticides agricoles dans les eaux de surface pourrait « avoir été sous-estimé en raison d'un manque d'analyse quantitative complète » (les seules évaluations globales existantes reposent sur des modélisations,, mais les modèles pour être fiables nécessitent d'être bien renseignés en amont). 
Cette étude confirme que dans les eaux de surface, même là où leurs teneurs ne dépassent pas les teneurs réglementairement admissible, leur présence suffit à fortement diminuer la biodiversité aquatique régionale des macroinvertébrés (richesse taxonomique réduite en moyenne de 30 % environ dans ces cas). Les seuils ne sont généralement dépassés dans les eaux de surface que quelques jours par an (ce qui fait qu'ils ne sont détectés que dans une faible part des analyses généralistes), mais cela suffit à affecter la biodiversité et à faire largement sous-estimer leurs effets écotoxicologiques.
Les auteurs s'inquiètent de voir que selon les données disponibles, les insecticides sont en effet très présents quand et là où on les cherche peu après leur utilisation, mais aussi du fait qu'il y a encore « une absence totale de données de suivi scientifique pour environ 90 % des terres cultivées mondiale (...) Plus important encore, sur 11 300 analyses où ils ont été détectés 52,4 % ont dépassé la limite réglementaire pour l'eau de surface ou pour le sédiment (5915 cas ; 68,5 % des sites). L'intégrité écologique des ressources mondiales en eau est ainsi soumise à un risque important. » La fréquence et la hauteur des dépassements de seuils dépend de la taille du bassin versant, mais aussi du système d'échantillonnage, et des dates de prélèvement. Le nombre de dépassements est nettement plus élevé pour les insecticides de nouvelle génération (c.-à-pyréthrinoïdes) ; et ils sont élevés, même dans les pays où les réglementations environnementales sont réputés strictes. Dans certains cas le taux réel de certains pesticides dans l'eau ou le sédiment dépassaient de 10 000 fois et plus le seuil réglementaire. 
Selon les auteurs, la situation pourrait en réalité être pire encore, parce qu'il est difficile de doser les faibles doses de pesticides dans l'eau et parce que seule une petite partie des eaux de surface fait sur la planète l'objet d'analyses (il y en a peu par exemple en Russie ou Amérique du Sud, deux régions du monde où les pesticides sont très utilisés). Cette étude montre que « les régimes réglementaires existants d'évaluation des risques et les procédures actuelles d'autorisation de pesticides ne parviennent pas à protéger le milieu aquatique » et qu'il faut rapidement améliorer « à échelle mondiale le suivi et la réglementation des pesticides ainsi que les pratiques actuelles d'application de ces produits dans l'agriculture intensive ». Un effort de recherche est aussi selon eux nécessaire pour la mesure de leur quantité et de leurs effets « en conditions réelles ». En outre « Dans plus de 80 % des échantillons qui ont été analysés pour plus d'une molécule, plus d'une seule substance a effectivement été trouvée, et jusqu'à plus de 30 substances pesticides différentes dans certains cas », ce qui laisse supposer que les synergies entre molécules puissent être fréquentes.

## État des lieux de la pollution des eaux par les produits phytosanitaires en France

### Source des données
Les données présentées ci-après sont extraites du rapport de l'Institut français de l'environnement (IFEN) sur « Les pesticides dans les eaux », publié en 2004 sur l'état des lieux en 2002.
En France, plus de 200 substances actives différentes de produits phytosanitaires sont observées dans les eaux superficielles et souterraines, à des teneurs variables, sans toutefois permettre de conclure sur les tendances globales d'évolution de la pollution.
Des données plus récentes sont maintenant disponibles sur le site internet de l'information environnementale produit par le service statistiques du ministère de l'environnement, successeur de l'IFEN. L'édition 2019 du rapport sur l'environnement en France publié le 24 octobre 2019 apporte également des compléments sur le sujet.

### Méthode d'interprétation des données sur la qualité des eaux
Les teneurs en pesticides mesurées par des analyses de laboratoire sont interprétées de façon différente selon l'objectif de l'évaluation :
- l'évaluation de la qualité des milieux (cours d'eau et plan d'eau) est faite grâce au Système d'Évaluation de la Qualité des Eaux (SEQ-Eau), qui utilise des seuils sur 72 substances actives pour aboutir à un classement qui va de très bon à mauvais en fonction de l'impact sur la vie aquatique et la possibilité de fournir de l'eau potable ;
- l'évaluation de la qualité des eaux destinées à la consommation humaine (eaux souterraines et eaux superficielles brutes) fait appel aux limites réglementaires définies dans le Code de la santé publique : voir le tableau ci-dessous.

| Niveau de traitement des eaux | Substance active individuelle (y compris les produits de dégradation) (μg/l) | Somme des substances actives (μg/l) |
| --- | ---------------------------------------------------------------------------- | ----------------------------------- |
| Eau pouvant être distribuée sans traitement spécifique d'élimination des pesticides                                                        | ≤ 0,1                                                                        | ≤ 0,5                               |
| Eau nécessitant un traitement spécifique d'élimination des pesticides avant distribution                                                   | 0,1 < teneur < 2                                                             | 0,5 < teneur < 5                    |
| Eau ne pouvant être utilisée qu'après l'autorisation du ministère chargé de la santé, et après un traitement d'élimination des pesticides. | > 2                                                                          | > 5                                 |

### Qualité des milieux: eaux superficielles et eaux souterraines

#### Qualité des eaux superficielles
Le réseau d'observation sur les cours d'eau et les plans d'eau porte sur 624 points de mesure, avec au minimum 4 prélèvements par an, donnant les résultats suivants :
- 3 % des points de mesure sans détection de pesticide ;
- 51 % des points de mesure considérés comme de qualité très bonne à bonne pour la vie des organismes aquatiques et la production d'eau potable ;
- 38 % des points de mesure considérés comme de qualité moyenne à médiocre ;
- 8 % des points de mesure considérés comme de qualité mauvaise, qui ne peut plus satisfaire la production d'eau potable ou les équilibres écologiques. Les principaux pesticides observés sur ces sites sont l'aminotriazole, l'atrazine, le diuron, le glyphosate, et l'isoproturon.

#### Qualité des eaux souterraines
Le réseau d'observation sur les eaux souterraines porte sur 1 078 points de mesure, avec au minimum 1 prélèvement par an, donnant les résultats suivants sur l'aptitude à fournir de l'eau potable :
- 40 % des points de mesure sans détection de pesticide ;
- 35 % des points de mesure potentiellement utilisables sans traitement spécifique pour l'alimentation en eau potable ;
- 24 % des points de mesure potentiellement utilisables avec un traitement spécifique pour l'alimentation en eau potable ;
- 1 % des points de mesure ne pourraient pas être utilisés pour fournir de l'eau potable sans autorisation du ministère chargé de la santé.

### Qualité des eaux utilisées pour la fourniture d'eau potable

#### Eaux superficielles utilisées pour l'alimentation en eau potable
Le réseau d'observation sur les eaux superficielles utilisées pour l'alimentation en eau potable porte sur 838 points de mesure, avec au minimum 1 prélèvement par an, donnant les résultats suivants :
- 41 % des prises d'eau de surface sans détection de pesticide ;
- 19 % des prises d'eau de surface avec des teneurs en pesticides qui ne nécessitent pas de traitement ;
- 39 % des prises d'eau de surface avec des teneurs en pesticides nécessitant un traitement spécifique ;
- 1 % des prises d'eau de surface qui ne permettent pas une utilisation sans autorisation du ministère chargé de la santé. Ces sites se trouvent dans les départements de la Manche, des Côtes-d'Armor, de la Mayenne, et du Gers.

#### Eaux souterraines utilisées pour l'alimentation en eau potable
Le réseau d'observation sur les eaux souterraines utilisées pour l'alimentation en eau potable porte sur 2 603 points de mesure, avec au minimum 1 prélèvement par an, donnant les résultats suivants :
- 45 % des captages sans détection de pesticide ;
- 34 % des captages avec des teneurs en pesticides qui ne nécessitent pas de traitement ;
- 21 % des captages avec des teneurs en pesticides nécessitant un traitement spécifique.

### Principales substances actives de pesticides présentes dans les eaux

#### Détection et limite de quantification
Les analyses en laboratoire ont pour objectif de mesures la teneur dans l'eau des substances actives des produits phytosanitaires. Pour que la détection de la présence d'un produit soit possible, il est nécessaire que la teneur soit supérieure à la limite de détection. En deçà de cette limite, la concentration est trop faible pour que la molécule soit observée. La limite de quantification constitue un autre seuil important : en deçà de cette limite, la molécule peut éventuellement être détectée, mais sa concentration ne peut pas être déterminée. La valeur de la limite de quantification varie selon la substance active, la méthode d'analyse et le laboratoire. Par exemple, la limite de quantification pour l'atrazine varie entre 0,01 μg/L et 0,1 μg/L.
Néanmoins, ce que les analyses physico-chimiques ne permettent pas, l'étude de l'indice biologique global normalisé l'autorise : la détermination de présence et de la répartition des taxons bioindicateurs polluo-sensibles ou polluo-résistants est non seulement caractéristique d'une concentration, mais aussi d'une molécule polluante donnée.

#### Principales substances actives dans les eaux superficielles
Tous réseaux confondus, 408 substances ont été recherchées dans les eaux superficielles, et 201 (49 %) ont été détectées au moins une fois. Par ordre décroissant, les fréquences de détection dans les eaux superficielles sont les suivantes :
- Atrazine ~ 55,2 % ~ Herbicide ~ Utilisation interdite depuis le 1er octobre 2003.
- AMPA ~ 51,4 %	 ~ Produit de dégradation du glyphosate (herbicide).
- Atrazine-déséthyl ~ 46,9 % ~ Produit de dégradation de l'atrazine (herbicide).
- Glyphosate ~ 36,5 % ~ Herbicide.
- Diuron ~ 34,6 % ~ Herbicide ~ Utilisation interdite depuis le 1er juillet 2003 des produits à base de diuron seul sur les cultures métropolitaines et les zones non agricoles.
- 2-hydroxy atrazine ~ 25,3 % ~ Produit de dégradation de l'atrazine (herbicide).
- Aminotriazole ~ 21,7 % ~ Herbicide.
- Isoproturon ~ 21,2 % ~ Herbicide.
- Bentazone ~ 12,6 % ~ Herbicide.
- Terbuthylazine ~ 9,9 % ~ Herbicide ~ Utilisation interdite depuis le 30 juin 2004 sur la vigne, et depuis le 1er octobre 2003 sur les autres cultures et les zones non agricoles.
- Terbuthylazine déséthyl ~ 9,5 % ~ Produit de dégradation de la terbuthylazine (herbicide).
- Simazine ~ 9,6 % ~ Herbicide ~ Utilisation interdite depuis le 1er octobre 2003.
- Métolachlore ~ 9,0 % ~ Herbicide.
- Oxadixyl ~ 8,1 % ~ Fongicide.
- Chlortoluron ~ 7,7 % ~ Herbicide.
- Alachlore ~ 4,8 % ~ Herbicide.
- Lindane ~ 4,6 % ~ Insecticide ~ Utilisation interdite depuis 1998.

Les herbicides sont donc les produits phytosanitaires les plus fréquemment détectés dans les eaux superficielles. Le constat des niveaux de pollution a entraîné l'interdiction de la vente et de l'utilisation de plusieurs de ces produits.

#### Principales substances actives dans les eaux souterraines
Tous réseaux confondus, 373 substances ont été recherchées dans les eaux souterraines, et 123 (33 %) ont été détectées au moins une fois. Par ordre décroissant, les fréquences de détection dans les eaux souterraines sont les suivantes :
- Atrazine-déséthyl ~ 47,4 % ~ Produit de dégradation de l'atrazine (herbicide).
- Atrazine ~ 39,5 % ~ Herbicide ~ Utilisation interdite depuis le 1er octobre 2003.
- Terbuthylazine déséthyl ~ 20,8 % ~ Produit de dégradation de la terbuthylazine (herbicide).
- Simazine ~ 12,0 % ~ Herbicide ~ Utilisation interdite depuis le 1er octobre 2003.
- Atrazine déisopropyl ~ 11,0 % ~ Produit de dégradation de l'atrazine (herbicide).
- 2-hydroxy atrazine ~ 8,1 % ~ Produit de dégradation de l'atrazine (herbicide).
- Diuron ~ 6,4 % ~ Herbicide ~ Utilisation interdite depuis le 1er juillet 2003 des produits à base de diuron seul sur les cultures métropolitaines et les zones non agricoles.
- Terbuthylazine ~ 4,5 % ~ Herbicide ~ Utilisation interdite depuis le 30 juin 2004 sur la vigne, et depuis le 1er octobre 2003 sur les autres cultures et les zones non agricoles.
- Oxadixyl ~ 4 % ~ Fongicide.
- Aminotriazole ~ 3,6 % ~ Herbicide.
- Chlortoluron ~ 3 % ~ Herbicide.
- Glyphosate ~ 2,7 % ~ Herbicide.
- Bentazone ~ 1,8 % ~ Herbicide.
- Isoproturon ~ 1,9 % ~ Herbicide.
- Lindane ~ 0,7 % ~ Insecticide ~ Utilisation interdite depuis 1998.

Les herbicides sont également les produits phytosanitaires les plus fréquemment détectés dans les eaux souterraines. Les produits de dégradation sont toutefois plus fréquents que dans les eaux superficielles, du fait de la durée de la migration de ces produits depuis la surface.

## Mesures de réduction du risque de pollution des eaux par les produits phytosanitaires

### Origine de la contamination des eaux
Les contaminations peuvent être :
- ponctuelles, lors de la manipulation des produits, du remplissage ou du rinçage des pulvérisateurs ;
- diffuses, après l'application des produits, soit par ruissellement vers les eaux  de surface, soit par infiltration vers les eaux souterraines.

La réduction des risques de pollution ponctuelle nécessite le respect des bonnes pratiques agricoles avant, pendant et après l'application du traitement.
Il convient d'ajouter que l'utilisation de désherbants à usages autres qu'agricoles contribue aussi à la pollution des eaux par les produits phytosanitaires : les services espaces verts des municipalités, les jardiniers amateurs, la SNCF, les DDE, les golfs, les VNF (Voies Navigables de France), les terrains de l'armée, etc. sont aussi des utilisateurs non négligeables. D'autant plus que les surfaces traitées sont soit très peu perméables, soit très drainées et en contact presque direct avec les réseaux d'eaux superficielles.
Les zones non agricoles (ZNA) représentent près de 10 % des tonnages de produits utilisés (substances actives). Les transferts de produits des zones traitées vers les eaux superficielles sont supérieurs aux transferts généralement observés en parcelles agricoles, les agriculteurs étant très sensibilisés au respect des doses et aux conditions optimales de traitement (notamment en fonction des conditions météorologiques).

## Bonnes pratiques agricoles de réduction du risque de pollution des eaux
Les bonnes pratiques agricoles(ou BPA) constituent un ensemble de règles à respecter dans l’implantation et la conduite des cultures de façon à optimiser la production agricole, tout en réduisant le plus possible les risques liés à ces pratiques, tant vis-à-vis de l’homme que vis-à-vis de l’environnement. En matière de protection des plantes, on peut également les nommer « bonnes pratiques phytosanitaires (BPP) ».
En France, un « code national des bonnes pratiques agricoles », d'application volontaire en dehors des zones vulnérables, a été défini en application de la directive européenne 91/676/CEE du 12 décembre 1991, dite « directive nitrates ». La transposition de la directive en droit français a été assurée par le décret no 93-1038 du 27 août 1993. Sa rédaction a été assurée par le CORPEN (Comité d'ORientation pour des Pratiques agricoles respectueuses de l'ENvironnement).
Le code ne traite explicitement que de la pollution des eaux par les nitrates issus
des activités agricoles mais s’applique également pour les produits phytosanitaires. Il s'appuie sur les bases scientifiques et techniques existantes. L'objectif de ce code est de réduire les transferts de nitrates vers les eaux souterraines et de surface. Il a fait l'objet d'un arrêté du ministère de l'Environnement en novembre 1993. Le code comprend :
- un ensemble de recommandations sur l'épandage, le stockage des engrais de fermes dans les exploitations, la gestion des terres et de l'irrigation ;
- une base minimale pour les programmes d'action en zone vulnérable, prévus dans la directive « nitrate » ;
- un cahier des charges pour les différents opérateurs du monde agricole (institutionnels, distribution, etc.).

La plus connue des nombreuses recommandations du Code des bonnes pratiques agricoles porte sur les périodes pendant lesquelles les épandages sont inappropriés.
Par ailleurs, les ministères chargés de l'environnement et de l'agriculture ont mis en place en août 2000 un programme de réduction des pollutions par les produits phytosanitaires, afin de renforcer les contrôles réalisés sur ces derniers. Celui-ci prévoit des mesures au niveau national et au niveau régional.
Échelle nationale
- Mise en place d’une filière de récupération des emballages vides et des produits phytosanitaires non utilisés.
- Renforcement des contrôles de l’utilisation des produits phytosanitaires. La loi d’orientation agricole de juillet 1999 a augmenté les pouvoirs de contrôle de l’administration et prévoit de lourdes peines en cas d’infraction sur les ventes ou sur les utilisations de produits.
- Conduite d'études préalables au futur dispositif de contrôle obligatoire des pulvérisateurs agricoles.
- Développement des techniques de protection biologique des cultures, substitut possible de la lutte chimique.

Échelle régionale
Le programme prévoit d’intensifier les travaux des groupes régionaux chargés de la lutte contre la pollution des eaux par les pesticides, sous l’autorité des préfets de région. Les mesures soutenues par l’État sont centrées sur des actions préventives développées sur des bassins versants prioritaires. Ces actions comprennent un diagnostic des causes de pollution par bassin, un plan d’actions comprenant de la formation et du conseil, des diagnostics des pollutions diffuses et ponctuelles au niveau des exploitations, la mise en place de zones tampons ainsi que des investissements collectifs limitant les transferts de pesticides vers les eaux. En outre, il a été décidé d’appliquer, dès le 1er janvier 2000, le principe pollueur payeur aux pollutions diffuses d’origine agricole par la création d’une “pollutaxe” sur les produits phytosanitaires dans le cadre de la taxe générale sur les activités polluantes. Cette taxe est appliquée aux quantités de substances classées dangereuses entrant dans la composition des produits commercialisés. Le niveau de la taxe varie selon la toxicité et l’écotoxicité des substances. Les produits ne contenant pas de substances classées dangereuses ne sont pas taxés. L’objectif de cette taxe est double :
- inciter les industriels à développer des substances moins toxiques pour l’homme et l’environnement ;
- inciter les agriculteurs à choisir les produits les moins nocifs.

L’instauration de cette taxe a donné lieu à une large information des utilisateurs sur les dangers liés aux substances entrant dans la composition des produits phytosanitaires.

### Mesures d'aménagement du territoire pour réduire le risque de pollution des eaux

#### Dispositifs enherbés
Suivant les principes de phytoremédiation, l'implantation de dispositifs enherbés permanents le long des cours d'eau et dans le paysage pour réduire le risque de pollution par les pesticides, vise les objectifs suivants :
- le dispositif enherbé joue le rôle de filtre lorsque l'eau ruisselle ;
- l'herbe ralentit l'écoulement ;
- la sédimentation des particules de terre et des résidus qui s'y sont fixés est favorisée ;
- la zone racinaire favorise la dégradation des substances actives en ralentissant l'écoulement de l'eau vers le cours d'eau ;
- le dispositif enherbé éloigne le pulvérisateur du cours d'eau, ce qui limite les risques de contamination directe.

L'efficacité des dispositifs enherbés est limitée en cas de :
- drainage ;
- circulation hypodermique de l'eau (l'eau ne circule pas en surface mais dans le sol à faible profondeur) ;
- présence de « courts-circuits hydrauliques » dans les parcelles ;
- largeur insuffisante du dispositif enherbé.

La mise en œuvre et l'entretien des dispositifs enherbés est destinée à obtenir une implantation homogène et une bonne pérennité du couvert. Les espèces semées privilégient les graminées (implantation rapide, densité importante) telles que la fétuque élevée et le « ray grass » anglais.
L'entretien consiste à :
- surveiller les attaques de limaces dès l'implantation ;
- éviter le salissement par les mauvaises herbes ;
- effectuer une coupe ou un broyage une fois par an au minimum.

#### Boisements de berges ou ripisylve
L'implantation des boisements de berges ou ripisylve a pour objectifs de :
- freiner l'écoulement de l'eau et favoriser son infiltration dans le sol ;
- stabiliser les berges et limiter la quantité de terre érodée atteignant le cours d'eau.

Cette implantation rencontre toutefois les difficultés suivantes :
- l'entretien de la ripisylve a un coût puisqu'il nécessite l'utilisation d'un broyeur pour les jeunes pousses arbustives ou d'une épareuse à lamiers pour les branches plus grosses ;
- le boisement ou le reboisement des berges est une opération à réaliser de préférence à l'échelle du bassin versant par une structure collective du type syndicat de rivière.

#### Haies
La plantation ou l'entretien de haies avec des espèces d'arbres adaptées, vise à :
- freiner l'écoulement de l'eau et favoriser la dégradation des substances actives ;
- servir de zones refuges pour les organismes auxiliaires antagonistes des ennemis des cultures.

Il faut noter l'intérêt de haies perpendiculaires à la pente dans le cas de ruissellement issu de parcelles où la pente est forte.

#### Fossés
Les fossés agricoles sont susceptibles d'assurer une certaine rétention des produits phytosanitaires, dans la mesure où ils sont suffisamment riches en substrat végétal et que le débit d'eau n'est pas trop important. Les fossés enherbés ajoutent à l'efficacité  du dispositif par le rôle épurateur de l'herbe.
L'entretien des fossés nécessite de :
- réaliser un entretien mécanique par fauchage ou broyage ;
- ne pas utiliser d'herbicide.

#### Enherbement naturel des chemins
L'enherbement naturel des chemins permet de maintenir une certaine rugosité des surfaces et de supprimer des zones préférentielles de ruissellement.

#### Talus
La création de talus permet de réduire la pente en amont et, ainsi, la vitesse d'écoulement de l'eau afin de diminuer son pouvoir de vecteur des produits phytosanitaires.